# 신지도

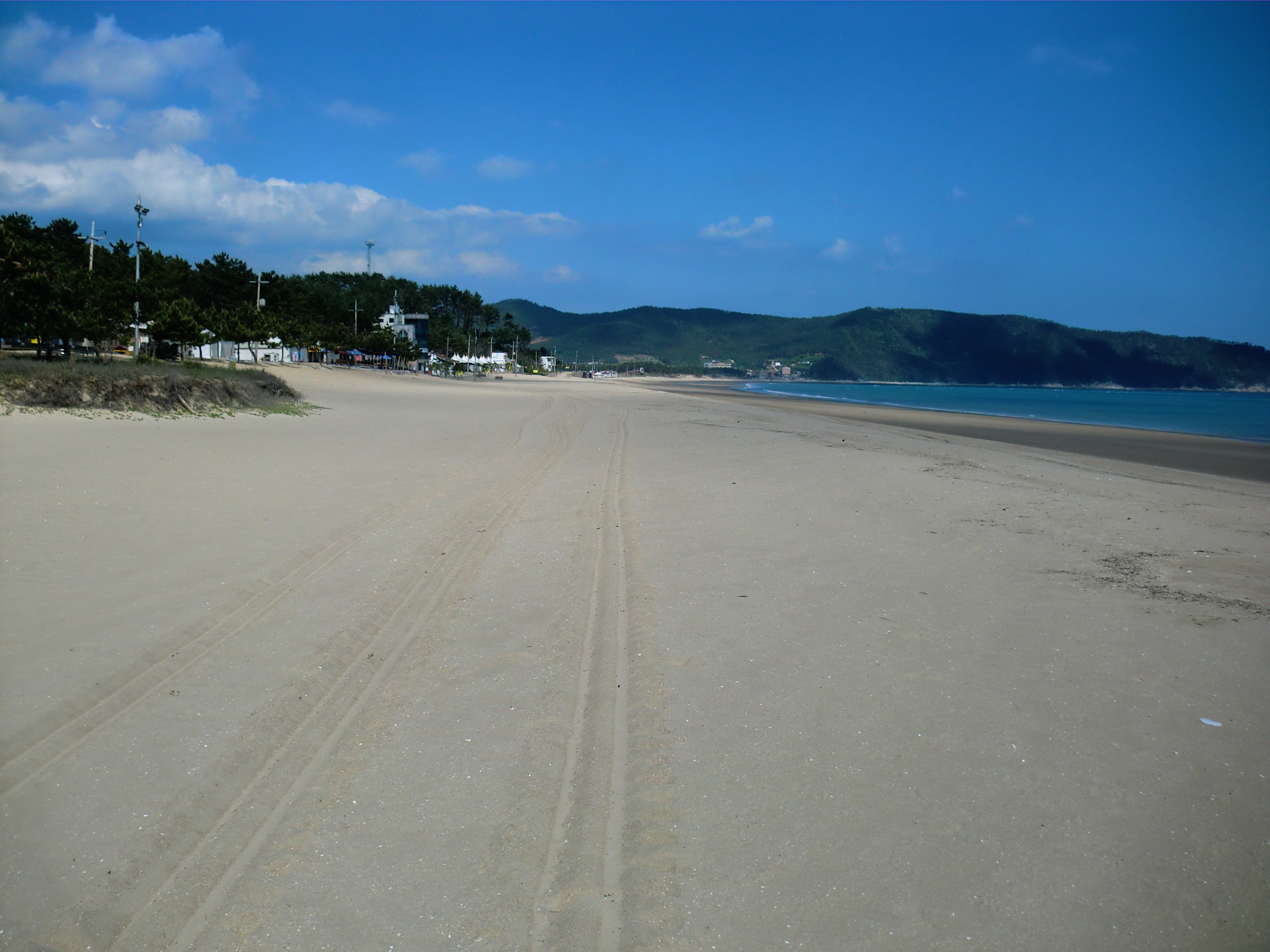
명사십리 해수욕장

신지도(薪智島)는 대한민국 남해안의 섬으로, 전라남도 완도군 신지면에 속한다.
면적은 30.99km2이며 상산(324m), 노학봉(225m), 범산(151m), 기선봉(141m) 등 여러 봉우리가 있다. 완도군과 신지도를 연결하는 다리가 2004년에 완공되었다. 섬의 길이는 13km이다.

## 같이 보기
- 전라남도
- 대한해협